# Egon Zimmermann (Skirennläufer, 1933)
Egon Zimmermann (* 19. Februar 1933 in Innsbruck; † 27. Februar 2016 in Kirchbichl, Tirol), zur Unterscheidung von einem weiteren Skirennläufer gleichen Namens auch oft als Egon Zimmermann I bezeichnet, war ein österreichischer Skirennläufer.

## Biografie
Zimmermann wuchs in Kirchbichl in Tirol auf und begann schon als Kind mit dem Skifahren. Ende der 1940er-Jahre feierte er erste Erfolge bei Juniorenrennen, konzentrierte sich aber vorerst noch nicht auf eine Skikarriere, sondern beendete seine Ausbildung zum Maschinenschlosser bei der Tiwag und arbeitete dort als Elektriker. Im Winter 1954/55 wurde er ins Nationalteam des Österreichischen Skiverbandes aufgenommen und erreichte erste Podestplätze bei internationalen Rennen; seinen ersten Sieg feierte er 1956 im Riesenslalom von Badgastein
In der Saison 1956/57 gelangen ihm mehrere Riesenslalomsiege in Madonna di Campiglio (3-Tre-Rennen), Arosa, Obergurgl, am Stilfser Joch und in Breuil-Cervinia, wo er auch die Kombination gewann. Im folgenden Winter blieb er zwar ohne Sieg, erreichte aber mehrere zweite Plätze, unter anderem in Abfahrt und Kombination der Hahnenkammrennen in Kitzbühel und qualifizierte sich damit für die Weltmeisterschaften 1958 in Badgastein. Dort kam er nur im Riesenslalom zum Einsatz und belegte den neunten Platz.
Im Winter 1958/59 siegte er in der Abfahrt von Voss und kam dort in Slalom, Riesenslalom und Kombination auf den zweiten Platz. Ebenfalls Zweiter wurde er im Slalom und in der Kombination von Kitzbühel. In der Saison 1959/60 gewann er kein Rennen, belegte aber am Hahnenkamm in Abfahrt und Kombination wieder zwei zweite Plätze. Bei den Olympischen Winterspielen 1960 in Squaw Valley startete er nur in der Abfahrt und belegte Rang zehn.
Die Saison 1960/61 war Zimmermanns letzte, denn er konnte keine Spitzenplätze mehr erreichen und beendete seine aktive Karriere. Im selben Jahr heiratete er die US-amerikanische Skirennläuferin Penny Pitou, die er während der WM 1958 kennengelernt hatte, und lebte mit ihr in New Hampshire, wo er eine Skischule am Gunstock-Mountain in Gilford betrieb und als Skilehrer und Trainer tätig war. Das Paar bekam zwei Kinder. Ende August 1964 erhielt Zimmermann die US-Staatsbürgerschaft.
1968 wurde die Ehe geschieden und Zimmermann kehrte nach Kirchbichl zurück, wo er mit seiner zweiten Frau eine Pension aufbaute. Seine Enkelin Zoe Zimmermann startet im Skiweltcup.

## Erfolge

### Olympische Winterspiele
- Squaw Valley 1960: 10. Abfahrt

### Weltmeisterschaften
- Badgastein 1958: 9. Riesenslalom
- Squaw Valley 1960 : 10. Abfahrt